# Небојша Радосављевић
Небојша Радосављевић  (Београд, 21. септембар 1966) српски је филмски и телевизијски редитељ.

## Биографија
Дипломирао је режију на ФДУ у Београду.
Режира филмове и пише сценарија од 1982. 
Сценариста и редитељ бројних документарних и тв филмова и награђиваних музичких спотова најактуелнијих југословенских и српских бендова.
На пољу дугометражног филма дебитовао 2008 године филмом Милош Бранковић.
На ТВ је био ангажован као помоћни редитељ популарних тв серија Синђелићи, Ургентни центар, Жигосани у рекету, Погрешан човек.
Живи у Београду.

### Филмографија
| 1990.-те   |                              |
| 1995.      | Девојка из кабриолета        |
| 1998.      | С оне стране огледала        |
| 2000.-те   |                              |
| 2001.      | Ручни рад                    |
| 2006.      | Три линије љубави            |
| 2008.      | Милош Бранковић              |
| 2010.-те   |                              |
| 2010.      | Шесто чуло                   |
| 2012.      | Петар Божовић: Сећам се      |
| 2016.      | Шампион (документарац)       |
| 2015-2017. | Синђелићи                    |
| 2018-2019  | Ургентни центар              |
| 2018-2019  | Погрешан човек               |
| 2020.      | Југословенка                 |
| 2018-2021  | Жигосани у рекету            |
| 2021       | Династија (српска ТВ серија) |
| 2022       | У клинчу                     |
| 2023       | Први круг у Београду         |